# Ogniwo galwaniczne
Ogniwo galwaniczne – układ złożony z dwóch elektrod zanurzonych w elektrolicie (dwa półogniwa). Źródłem różnicy potencjałów elektrod są reakcje chemiczne, zachodzące między elektrodami a elektrolitem. Gdy przez ogniwo nie płynie prąd (ogniwo otwarte), różnica potencjałów jest równa sile elektromotorycznej (SEM). Zamknięcie obwodu elektrycznego umożliwia przepływ ładunków i pojawienie się nadnapięcia, wskutek polaryzacji elektrod. Najważniejszymi parametrami charakteryzującymi ogniwo są napięcie elektryczne i ładunek elektryczny (mylnie zwany pojemnością).

## Historia

### Okres starożytny
W czasie wykopalisk prowadzonych w 1936 r. w okolicy Bagdadu znaleziono datowane na III w. p.n.e. naczynie, w którym znajdował się walec miedziany, wewnątrz którego umieszczono żelazny pręt. Naczynie zaczopowane było korkiem z masy bitumicznej. Domniemywa się, że stanowiło to źródło elektryczności, wykorzystywane przez ówczesnych rzemieślników do srebrzenia przedmiotów.

### Epoka nowożytna
W 1780 roku fizjolog Luigi Galvani zauważył, że żabie udka kurczą się po podłączeniu do maszyny elektrostatycznej. Galvani zainteresowany zjawiskiem przeprowadził szereg eksperymentów szukając przyczyny skurczu mięśnia. Odkrył, że mięsień kurczy się, gdy jest połączony z metalowymi drutami podczas uderzenia pioruna, a także gdy zostanie dotknięty dwoma różnymi połączonymi metalami. Galvani interpretował to zjawisko jako „elektryczność zwierzęcą”, czyli wytwarzanie prądu przez organizmy zwierząt. Alessandro Volta w 1791 roku powtarzał doświadczenia Galvaniego i wyjaśnił, że powstawanie prądu nie jest związane z organizmem żywym, lecz metalami zanurzonymi w elektrolicie, do badań napięcia wytwarzanego przez metale używał własnego języka. Określił szereg metali według wywoływanego efektu. Zbudował także pierwsze ogniwo zwane na jego cześć ogniwem Volty.

## Ogniwa komercyjne (tzw.baterie)
W handlu dostępne są zarówno pojedyncze ogniwa (np. AA, AAA, CR123, CR2 i wiele innych), jak i baterie ogniw (np. 3R12, PP3 lub CR-V3); potocznie wszystkie one określane są jako „baterie”.

### Najczęściej spotykane baterie

#### Baterie cynkowo-węglowe
Pierwszym rodzajem wprowadzonych na rynek baterii były baterie cynkowo-węglowe wytwarzane w oparciu o technologię ogniwa Leclanchégo. Z powodu obecności chlorku amonu, który hydrolizuje z utworzeniem środowiska kwasowego, znane są także jako baterie kwasowe.
Wadą ogniw cynkowo-węglowych jest mała odporność na długie przechowywanie, a po dużym rozładowaniu mogą wylać elektrolit. Z zalet tych ogniw należy wymienić możliwość obciążenia ich dość dużymi prądami (rzędu 0,2 C) bez dużej utraty ładunku elektrycznego i spadku napięcia. Ogniwa takie są dobrym wyborem do zabawek, tanich latarek żarówkowych, pilotów zdalnego sterowania, zegarów i budzików.

#### Baterie alkaliczne
Baterie alkaliczne są podobne w budowie do baterii cynkowo-węglowych, ale jako elektrolitu użyto roztworu o odczynie zasadowym (alkalicznym) – stąd ich nazwa. Elektrolitem jest roztwór KOH (wodorotlenku potasu) lub tańszego NaOH (wodorotlenku sodu). W ogniwach tych stosuje się również czystsze reagenty na elektrody, co przekłada się na ich większy ładunek elektryczny i możliwość dłuższego przechowywania.
Wadą ogniw alkalicznych jest ich znacznie wyższa, od ogniw cynkowo-węglowych, cena i niewielka (ale istniejąca) podatność na wylanie żrącego elektrolitu, który silnie niszczy powierzchnie aluminiowe. Z zalet tych ogniw należy wymienić możliwość obciążenia ich dużymi prądami (rzędu 0,5 C) bez dużej utraty ładunku elektrycznego i spadku napięcia. Wylania elektrolitu zdarzają się znacznie rzadziej niż tańszym bateriom cynkowo-węglowym (i jeśli się zdarzą, to po całkowitym rozładowaniu ogniwa). Dobrze nadają się do odtwarzaczy MP3, cyfrowych aparatów fotograficznych, lamp błyskowych, latarek dużej mocy, pilotów zdalnego sterowania, zegarów i budzików, bezprzewodowych myszy i klawiatur.

#### Baterie typuOxyride
Baterie typu Oxyride, zawierające oksowodorotlenek niklu(III) o wzorze Ni(O)OH dodany do dwutlenku manganu w katodzie, mają nominalne napięcie 1,7 V i nieco większy (30% do 70%) ładunek w porównaniu do baterii alkalicznych. Baterie te zyskały nazwę od zastrzeżonej marki Oxyride firmy Panasonic, która pierwsza wprowadziła baterie tego typu na rynek w maju 2005 roku. Obecnie wiele firm produkuje baterie z dodatkiem NiOOH np. Duracell NiOOH PowerPix. Głównym zastosowaniem ogniw tego typu są aparaty cyfrowe i zaawansowane latarki.
W połowie roku 2007 firma Energizer wprowadziła na rynek amerykański Energizer E Squared AA Titanium Alkaline Batteries, czyli baterie tytanowe. Są to baterie alkaliczne z dodatkiem tytanu do katody. Powoduje to niewielki (do 30%) wzrost wydajności przy dużym obciążeniu baterii.

#### Baterie litowe Li-FeS2
Baterie litowe (Li-FeS2) wprowadzone zostały na rynek popularnej elektroniki konsumenckiej na początku roku 2007 przez firmę Energizer (baterie Energizer Ultimate Lithium). W połowie czerwca 2008 roku firma Philips wprowadziła baterie Philips Lithium Ultra. Ogniwo litowo-żelazowe zbudowane jest z litowej (metalicznej) anody i katody w formie pasty ze sproszkowanego siarczku żelaza, zmieszanego z grafitem zanurzonej w ciekłym roztworze elektrolitu. Elektrolitem jest zwykle jodek litu (LiI) a jako rozpuszczalniki stosowane są związki organiczne np. węglan propylenu, dioksolan, dimetoksyetan.
Baterie te cechują się nominalnym napięciem 1,7 V, lecz na początku pracy dostarczają nawet 1,8 V. Większość urządzeń elektrycznych zniesie taką różnicę, lecz niektóre mogą ulec zniszczeniu szczególnie latarki z żarówkami i żarnikami oraz latarki posiadające diody LED zasilane bezpośrednio z baterii (tzw. direct drive). Baterie litowe są odporne na temperatury od −35 do +60 °C, i mają bardzo długi – bo aż 15-letni okres przydatności do użytku.
Głównym zastosowaniem baterii litowych są aparaty cyfrowe i inne zaawansowane urządzenia elektryczne (ważne jest, aby posiadały regulator napięcia, który zniesie większe napięcie szczególnie na początku pracy ogniwa).
Producenci baterii litowych twierdzą, że można nimi wykonać do 7 razy więcej zdjęć niż tradycyjnymi bateriami alkalicznymi. Baterie litowe są bardzo odporne na rozładowanie dużym prądem, a takie obciążenie występuje przy ładowaniu lampy błyskowej, oraz są odporne na temperatury poniżej 0 °C. Natomiast baterie alkaliczne tracą na ładunku (nawet 90%) poniżej temperatury −5 °C ponieważ zamarza ich elektrolit. Kombinacja temperatury poniżej −5 °C i dużego obciążenia prądowego powoduje, że baterie alkaliczne szybko odmawiają posłuszeństwa w takich warunkach pracy.
Pomiary przeprowadzone w takich samych warunkach – w temperaturze pokojowej (około 20 °C) pokazują, że baterie litowe przy niewielkim obciążeniu prądowym mają około 60% większy ładunek od baterii alkalicznych. Przy obciążeniu dużym prądem rozładowania baterie litowe wykazują 4 razy (czyli 400%) większy ładunek od baterii alkalicznych.

### Trwałość baterii
Na każdej baterii lub jej opakowaniu zbiorczym powinien być podany jej okres przydatności do użycia. Zwykle jest to czas do samorozładowania na poziomie 80% (czyli pozostaje 20% pierwotnej pojemności), jednak różni producenci mogą przyjmować różne wartości poziomu samorozładowania.
Typowe okresy przechowywania:
- baterie cynkowo-węglowe – 1 do 4 lat
- baterie alkaliczne – 4 do 8 lat
- baterie typu Oxyride – 6 do 10 lat
- baterie litowe mają według producentów – do 15 lat

## Niepożądane ogniwa galwaniczne
Ogniwo pasożytnicze – ogniwo pojawiające się samoistnie w niezamierzonym miejscu i powodujące niekorzystne skutki, np.:
- korozja metali – pasożytnicze ogniwo pojawia się np. na zanieczyszczonych i wilgotnych połączeniach dwóch różnych metali lub np. pomiędzy kadłubem statku zanurzonego w elektrolicie (wodzie morskiej) a elementami wykonanymi z innych metali (np. śrubą)
- szumy elektryczne – mikroogniwa na zabrudzonych stykach
- ogniska zapalne – ogniwa tworzące się na implantach wewnątrz organizmu